# Jacques Hadamard
Jacques Salomon Hadamard (tiếng Pháp: [adamaʁ]; 8 tháng 12 năm 1865 - 17 tháng 10 năm 1963) là một nhà toán học người Pháp đã có những đóng góp lớn trong lý thuyết số, giải tích phức, hình học vi phân và phương trình đạo hàm riêng.

## Tiểu sử
Là con trai của một giáo viên, Amédée Hadamard, người gốc Do Thái, và Claire Marie Jeanne Picard, Hadamard sinh ra ở Versailles, Pháp và theo học tại Lycée Charlemagne và Lycée Louis-le-Grand, nơi cha ông dạy học. Năm 1884, Hadamard đậu vào École Normale Supérieure, đứng đầu trong các kỳ thi tuyển sinh cả ở đó và ở École Polytechnique. Các giáo viên của ông bao gồm Tannery, Hermite, Darboux, Appell, Goursat và Picard. Ông lấy bằng tiến sĩ năm 1892 và cùng năm được trao giải Grand Prix des Sciences Mathématiques cho bài luận của ông về hàm zeta Riemann.
Năm 1892, Hadamard kết hôn với Louise-Anna Trénel, một người gốc Do Thái, và hai người có với nhau ba con trai và hai con gái. Năm sau, ông tham gia giảng dạy tại Đại học Bordeaux, nơi ông đã chứng minh bất đẳng thức nổi tiếng của mình về các định thức, dẫn đến việc phát hiện ra ma trận Hadamard trong trường hợp bất đẳng thức có dấu bằng. Năm 1896, ông đã có hai đóng góp quan trọng: ông đã chứng minh định lý số nguyên tố, sử dụng lý thuyết hàm phức (cũng được Charles Jean de la Vallée-Poussin  chứng minh một cách độc lập); và được trao Giải thưởng Bordin của Viện Hàn lâm Khoa học Pháp cho công trình nghiên cứu trắc địa trong hình học vi phân của các bề mặt và hệ động lực. Cùng năm, ông được bổ nhiệm làm Giáo sư Thiên văn học và Cơ học Cổ điển (khí đó được gọi là mécanique rationnelle) tại Bordeaux. Công việc cơ bản của ông về hình học và động lực học biểu tượng tiếp tục vào năm 1898 với việc nghiên cứu trắc địa trên các bề mặt có độ cong âm. Với các công trình đóng góp của mình, ông đã được trao giải Poncelet vào năm 1898.
Sau vụ Dreyfus,  vụ việc có liên quan đến cá nhân Hadamand vì người em họ thứ hai của ông, Lucie, là vợ của Dreyfus, Hadamard bắt đầu hoạt động chính trị và là người ủng hộ trung thành cho các chính nghĩa Do Thái mặc dù ông tuyên bố là một người vô thần trong tôn giáo.